# Protosalanx chinensis
Protosalanx chinensis is een straalvinnige vissensoort uit de familie van de ijsvissen (Salangidae). De wetenschappelijke naam van de soort is voor het eerst geldig gepubliceerd in 1855 door Basilewsky.